# Чапмен (Небраска)
Чапмен (англ. Chapman) — селище (англ. village) в США, в окрузі Меррік штату Небраска. Населення — 260 осіб (2020).

## Географія
Чапмен розташований за координатами 41°1′24″ пн. ш. 98°9′34″ зх. д. / 41.02333° пн. ш. 98.15944° зх. д. (41.023278, -98.159385).  За даними Бюро перепису населення США в 2010 році селище мало площу 1,16 км², уся площа — суходіл.

## Демографія
Згідно з переписом 2010 року, у селищі мешкало 287 осіб у 115 домогосподарствах у складі 78 родин. Густота населення становила 248 осіб/км².  Було 133 помешкання (115/км²).
Расовий склад населення:
| - 96,9 % — білих - 1,0 % — корінних американців - 0,7 % — чорних або афроамериканців |

До двох чи більше рас належало 1,0 %. Частка іспаномовних становила 3,5 % від усіх жителів.
За віковим діапазоном населення розподілялося таким чином: 24,4 % — особи молодші 18 років, 59,9 % — особи у віці 18—64 років, 15,7 % — особи у віці 65 років та старші. Медіана віку мешканця становила 40,6 року. На 100 осіб жіночої статі у селищі припадало 97,9 чоловіків;  на 100 жінок у віці від 18 років та старших — 95,5 чоловіків також старших 18 років.
Середній дохід на одне домашнє господарство  становив 48 566 доларів США (медіана — 36 563), а середній дохід на одну сім'ю — 69 461 долар (медіана — 57 813). Медіана доходів становила 36 250 доларів для чоловіків та 26 875 доларів для жінок. За межею бідності перебувало 8,2 % осіб, у тому числі 1,8 % дітей у віці до 18 років та 0,0 % осіб у віці 65 років та старших.
Цивільне працевлаштоване населення становило 119 осіб. Основні галузі зайнятості: освіта, охорона здоров'я та соціальна допомога — 30,3 %, роздрібна торгівля — 25,2 %, науковці, спеціалісти, менеджери — 13,4 %, виробництво — 10,1 %.